# Сулайбия
Сулайбия — небольшой город в мухафазе Аль-Джахра, Кувейт. Здесь установлен рекорд самой высокой температуры в Азии — 53,6 °C и третьей по величине в мире.
В Сулайбии есть два промышленных района, в которых расположено несколько предприятий по производству строительных материалов, и жилой район, состоящий из 10 кварталов.
Ближе к концу Сулайбии вы приближаетесь к Сулабикату, который находится ближе к Большому кувейтскому кладбищу.

## Станция очистки сточных вод
По состоянию на 2015 год построенная компанией General Electric очистная станция Wasterwater в округе является крупнейшей в мире мембранной водоочистной станцией, перерабатывающей 600 000 кубометров воды в день.